# Martino Minuto
Martino Minuto (né le 7 avril 1988 à Milan) est un escrimeur italien, naturalisé turc en 2014, spécialiste du fleuret.

## Biographie
En 2007, il remporte le fleuret lors des Championnats du monde juniors d'escrime.
Originaire de Monza, il remporte pour l'Italie la médaille d'or en individuel lors de l'Universiade de 2011 à Shenzhen, où il bat en finale Lei Sheng, le futur champion olympique. Il remporte ensuite la première médaille turque en escrime, cette fois en bronze, lors de l'Universiade de 2015 à Gwangju. Il remporte à Adıyaman, le championnat national turc en 2015.
En 2005, il avait remporté la médaille d'or en individuel au Caire en 2005 lors des Championnats méditerranéens.
En 2013, juste avant d'opter pour la Turquie, il est invité à Melbourne en Australie pour y diriger un programme d'entraînement au sein du Melbourne Cricket Ground, afin de développer l'escrime dans ce pays. Invité à participer à l'open d'Australie et aux championnats nationaux australiens, il s'y adjuge deux médailles d'or en individuel, se mettant dans les traces d'Aleksandr Romankov comme un des rares étrangers à avoir remporté le titre national australien.
En avril 2016, il échoue en finale, 14 touches à 15, contre Jiří Beran lors du tournoi européen de Prague à se qualifier pour les Jeux olympiques de 2016.